# Кат, Теучеж Мадинович
Теучеж Мадинович Кат (род. 12 марта 1945, аул Габукай, Теучежский район, Адыгейская АО, Краснодарский край, РСФСР, СССР) — советский и российский художник, народный художник Российской Федерации (2007).

## Биография
Родился 12 марта 1945 года в ауле Габукай Теучежского района Адыгейской автономной области Краснодарского края (сейчас — Республика Адыгея).
Выпускник художественно-графического факультета Кубанского государственного университета, Тбилисской государственной академии художеств.
Член Союза художников России и Союза художников Грузии, заслуженный художник Республики Адыгея, заслуженный художник республики Адыгея и Кубани.
Член Союза журналистов России, член Союза российских писателей.
Работает в разных техниках: тушь, масло, акварель, гуашь, гравюра. Темы полотен — традиции, культура и история Адыгеи. Автор циклов картин «Иордания», «Болгария», «Калмыкия», «Венгрия», «Адыгея». За творческую карьеру создал более тысячи работ.

## Награды
- Народный художник Российской Федерации (2007)
- Государственная премия Республики Адыгея в области искусства (2009)
- Медаль «Слава Адыгеи» (16 декабря 2016) — за особые заслуги перед Республикой Адыгея